# Coccophagus catherinae
Coccophagus catherinae är en stekelart som beskrevs av Annecke 1964. Coccophagus catherinae ingår i släktet Coccophagus och familjen växtlussteklar.
Artens utbredningsområde är:
- Moçambique.
- Swaziland.

Inga underarter finns listade i Catalogue of Life.